# Isabel Piralkova
Isabel Piralkova Coello (* 23. Juni 2005 in Arenys de Mar) ist eine spanische Wasserballspielerin. Sie wurde 2024 mit der spanischen Nationalmannschaft Olympiasiegerin, Weltmeisterschaftsdritte und Europameisterschaftszweite.

## Sportliche Karriere
Die 1,73 Meter große Halbspielerin spielt bei Club Natació Terrassa. Sie ist die Tochter des in Bulgarien geborenen Svilen Piralkov, der mit der spanischen Mannschaft Dritter der Weltmeisterschaft 2007 war. Mit der Juniorinnen-Nationalmannschaft wurde sie 2023 Zweite bei der Juniorinnenweltmeisterschaft.
2024 bezwangen die Spanierinnen im Halbfinale der Europameisterschaft in Eindhoven die Griechinnen mit 13:5, wobei Piralkova einen Treffer erzielte. Im Endspiel standen sich die Spanierinnen und die Niederländerinnen gegenüber. Die Niederländerinnen siegten mit 8:7. Einen Monat später bei der Weltmeisterschaft in Doha entschieden die Spanierinnen das Spiel um Bronze gegen die Griechinnen mit 10:9 für sich. Bei den Olympischen Spielen in Paris gewannen die Spanierinnen alle sieben Partien, wobei das Halbfinale gegen die Niederländerinnen erst im Fünf-Meter-Schießen entschieden wurde. Im Finale gegen die Australierinnen siegten die Spanierinnen mit 11:9. Piralkova wurde im Finale für 41 Sekunden eingewechselt und war damit am Olympiasieg beteiligt.